# Niphona regis-fernandi
Niphona regis-fernandi är en skalbaggsart som beskrevs av Jorge Américo Rodrigues Paiva 1860. Niphona regis-fernandi ingår i släktet Niphona och familjen långhorningar.
Artens utbredningsområde är Myanmar. Inga underarter finns listade i Catalogue of Life.